# Saunders-Roe SR.A/1
Saunders-Roe SR.A/1 – brytyjska, eksperymentalna łódź latająca zbudowana w liczbie trzech prototypów przez zakłady Saunders-Roe w połowie lat 40. XX wieku. Maszyna odgrywała rolę samolotu myśliwskiego, po wybudowaniu trzech prototypów zaprzestano dalszych prac.

## Historia

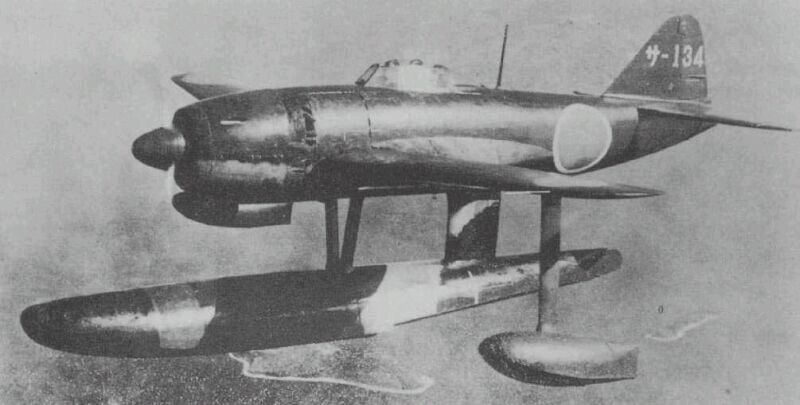
Kawanishi N1K1

Samolot jest jedną z wielu konstrukcji powstałych w wyniku potrzeby chwili i sytuacji. Pracę nad nową maszyną rozpoczęto w wyniku doświadczeń, jakie zebrano obserwując działania Japońskiej Cesarskiej Marynarki Wojennej podczas II wojny światowej na Pacyfiku, gdzie myśliwskie wodnosamoloty Nakajima A6M2-N (będący pływakową wersją Mitsubishi A6M) i Kawanishi N1K1 operowały nad tamtejszym obszarem działań bojowych nie potrzebując lotnisk. W wyniku własnych doświadczeń wojennych, gdzie bazy i lotniska Royal Air Force uległy poważnym zniszczeniom podczas intensywnych nalotów Luftwaffe powstał pomysł własnego myśliwskiego wodnosamolotu, który operując na obszarze południowo-wschodniej Azji mógłby operować bez technicznego zaplecza baz lądowych. Do prac przystąpiono na początku 1945 roku, warunki techniczne jakie miał spełniać nowy samolot określono w specyfikacji E.6/44. Nowa maszyna wzniosła się po raz pierwszy w powietrze 16 lipca 1947 roku. Wybudowano jeszcze kolejne dwa prototypy, jednak koniec wojny, ogromna przewaga samolotów z normalnym podwoziem startujących z lotnisk lub lotniskowców unaoczniła małe korzyści płynące z posiadania tego typu maszyny. Dodatkowym problem była produkcja silników, która nastręczała trudności ich wytwórcy. W konsekwencji cały program budowy został anulowany.

## Konstrukcja
Saunders-Roe SR.A/1 był dwusilnikowym, jednoosobowym, wolnonośnym górnopłatem o całkowicie metalowej konstrukcji. Skrzydło proste o obrysie trapezowym zaopatrzone w klapy i lotki. Pod płatami zainstalowano niewielkie pływaki, które były wykorzystywane podczas startu i lądowania, a podczas lotu częściowo chowane do wnęk w płacie. Spód kadłuba stykający się z wodą miał starannie opracowany kształt w celu maksymalnego zmniejszenia oporów przy starcie samolotu. Usterzenie klasyczne, wolnonośne z usterzeniem poziomym zamontowanym w połowie wysokości steru pionowego. Dwa turboodrzutowe silniki Metropolitan-Vickers Beryl zamontowane były w kadłubie po obu jego stronach u nasady skrzydeł. Wlot powietrza do silników znajdował się na dziobie samolotu, a następnie rozdwajał się omijając kabinę pilota doprowadzając powietrze do obydwu silników. Maszyna była uzbrojona w cztery działka 20 mm i mogła na swoim pokładzie przenosić osiem niekierowanych 27-kilogramowych pocisków rakietowych lub 900 kg bomb.